# Moineau du Sind
Passer pyrrhonotus
Espèce
Statut de conservation UICN

 LC  : Préoccupation mineure
Le Moineau du Sind (Passer pyrrhonotus) est une espèce d’oiseaux de la famille des Passeridae.

## Dimensions
Il mesure en moyenne 13 cm de longueur.

## Alimentation
Il se nourrit principalement d'acacia, de tamaris et de hautes herbes près de rivières et marais.

## Habitat et répartition
Cet oiseau vit à travers le Pakistan, mais aussi dans le sud-est de l'Iran ainsi que dans quelques endroits du Gujarat et du nord-ouest de l'Inde.
La multiplication de canaux d'irrigations dans de Sind a permis d'assurer et d'accroître son aire de présence.